# غابي بورتيلو
غابرييل جورداو بورتيلو (من مواليد 18 يوليو 1995) هي لاعبة كرة قدم برازيلية محترفة تلعب في مركز المهاجم أو لاعبة خط الوسط لصالح نادي نيوجيرسي/نيويورك جوثام لكرة القدم في الدوري الوطني للسيدات لكرة القدم (NWSL) ومنتخب البرازيل لكرة القدم للسيدات.